# Migrena
Migrena (łac. migraena) – powtarzający się, najczęściej jednostronny, pulsujący ból głowy. Migrena trwa zazwyczaj od 4 do 72 godzin. Charakteryzuje się różnym stopniem nasilenia i częstotliwością występowania. Bóle nasilają się pod wpływem emocji lub wysiłku fizycznego. Występuje światłowstręt (fotofobia), nadmierna wrażliwość na dźwięki (fonofobia) i zapachy (osmofobia), występują też nudności i wymioty. Niekiedy przed wystąpieniem epizodu migrenowego, może pojawić się tzw. aura (występująca w 10% przypadków migren), w postaci parestezji, ubytków w polu widzenia, pojawienia się mroczków, niedowładu, afazji. Badania na bliźniętach wskazują, że wpływ czynników genetycznych wynosi 60–65%.

## Epidemiologia

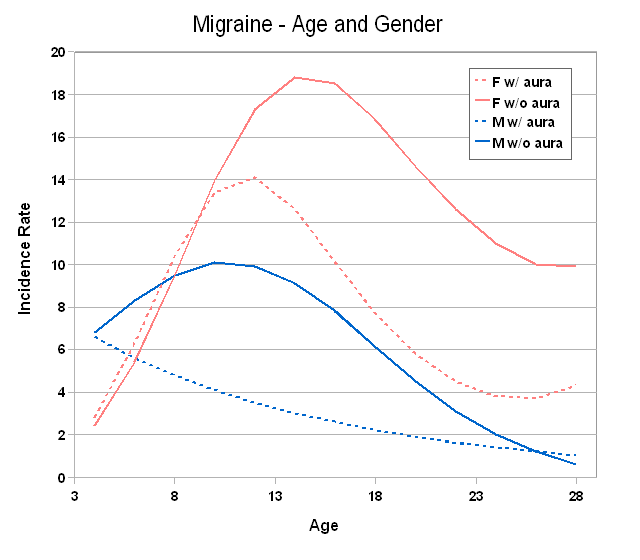
Liczba zachorowań u kobiet (F) i mężczyzn (M) w funkcji wieku

Migrena występuje u 12–28% ludzi w pewnym okresie ich życia.
Zapadalność roczna wynosi 6–15% u dorosłych mężczyzn i 14–35% u dorosłych kobiet. Około 4–5% dzieci poniżej 12 lat ma migreny, z małą różnicą pomiędzy dziewczynkami i chłopcami. Po okresie dojrzewania następuje gwałtowny wzrost liczby przypadków migreny u dziewcząt, który występuje jeszcze we wczesnym życiu dorosłym. W średnim wieku migrena występuje u około 25% kobiet na rok i mniej niż u 10% mężczyzn. Po menopauzie ataki wśród kobiet gwałtownie się zmniejszają, po siedemdziesiątym roku życia około 5% populacji mężczyzn i kobiet cierpi na migreny.

## Patogeneza

Animacja rozszerzającej się depresji korowej

Przypuszczalnie migrena jest związana z genetyczną predyspozycją do nadwrażliwych reakcji neuronaczyniowych.
Podłożem może być nieprawidłowe funkcjonowanie receptorów kanałów jonowych kory mózgowej, neuronów regulujących przepływ mózgowy oraz płytek krwi lub makrofagów, które chemicznie stymulują okołonaczyniowe wewnątrzczaszkowe włókna nerwowe.
Wydaje się, że rozszerzająca się depresja korowa (ang. cortical spreading depression) – rozchodząca się fala zmniejszonej aktywności bioelektrycznej kory mózgu jest dominującym mechanizmem migreny z aurą. Według innej hipotezy, tzw. naczyniowej, za fazę aury odpowiada skurcz naczyń mózgowych, który w dalszym etapie przechodzi w nadmierne ich rozszerzenie ze zwiększoną przepuszczalnością ścian, doprowadzając do napadu bólowego.

## Rodzaje migreny
- Oczna (klasyczna) – przed wystąpieniem bólu zlokalizowanego w okolicy oczodołu, pojawiają się zaburzenia neurologiczne objawiające się połowiczym niedowidzeniem. Występuje też obniżona ostrość wzroku, a nawet całkowita krótkotrwała ślepota. Bardzo często z bólami migrenowymi związane są nudności i wymioty.
- Z aurą – zazwyczaj napad bólu poprzedzony jest zaburzeniami wzroku (często pojawia się migocący obszar obejmujący coraz więcej pola widzenia oraz zaburzenia perspektywy). Migrena trwa zazwyczaj do 3 godz., ból obejmuje oczy i głowę. Mogą występować porażenia wzroku, paraliże rąk, trudności w mówieniu. Często bólowi towarzyszą mdłości[2].
- Okoporaźna – występują bóle głowy skojarzone z częściowym lub całkowitym porażeniem mięśni okoruchowych. Prowadzi to do opadnięcia powieki oraz upośledzenia ruchów gałek ocznych, co powoduje podwójne widzenie.
- Porażenna (skojarzona) – występują okresowe pulsujące bóle głowy. Dodatkowo mogą wystąpić ogniskowe objawy mózgowe pod postacią parestezji, afazji lub dyzartrii, niedowładów a także napady padaczki Jacksona i objawy migreny okoporaźnej.
- Stan migrenowy – to napad migreny przedłużający się powyżej 72 godzin. Towarzyszą mu nasilone objawy wegetatywne w postaci uporczywych wymiotów, mogących doprowadzić do istotnych zaburzeń gospodarki wodno-elektrolitowej[18], zaczerwienienie i pocenie skóry twarzy, występowanie obfitej wydzieliny z nosa oraz łzawienie.
- Przewlekła aura migrenowa bez udaru - rzadko występujący i słabo poznany zespół objawów. Występują zaburzenia widzenia (m.in. nasilone powidoki, mroczki). Może występować jako powikłanie po migrenie z aurą. Objawy mogą trwać miesiącami lub nawet latami, badanie rezonansem nie wykazuje nieprawidłowości[19].
- Śnieg optyczny – przewlekłe zaburzenie wzroku, które może być związane z migreną oraz z zaburzeniami nerwicowymi. Nie jest dobrze zbadane.

## Rozpoznanie
Według Międzynarodowej klasyfikacji bólów głowy z 2004 roku migrena bez aury jest rozpoznawana, gdy:
- (a) wystąpiło co najmniej 5 napadów spełniających kryteria b–d,
- (b) napady (ataki) bólów głowy trwające 4–72 godz (nieleczone lub leczone nieskutecznie),
- (c) ból głowy charakteryzuje się dwoma lub więcej poniższymi cechami: jednostronnym umiejscowienie bólu, pulsującym charakterem, nasilaniem się bólu pod wpływem rutynowej aktywności fizycznej,
- (d) w czasie bólu głowy występują co najmniej: nudności i (lub) wymioty, fotofobia i fonofobia,
- (e) brak jest danych wskazujących na inną przyczynę bólu[20].

## Leczenie
Leki stosowane w napadach migrenowych to:
- leki działające na nieswoiste ośrodki przeciwbólowe, np. niesteroidowe leki przeciwzapalne
- nieselektywne i selektywne swoiste leki przeciwmigrenowe działające tylko na ból migrenowy
- leki przeciwwymiotne i leki uspokajające.

Istnieje możliwość nadużycia leków doraźnych i powstania zespołu wtórnych bólów głowy. Z niewyjaśnionych do końca powodów u pacjentów z migreną często dochodzi do uzależnienia od ergotaminy, tryptanów, NLPZ.

### Doraźne leczenie napadów migrenowych
- Selektywne agonisty receptora 5-HT1B/D. Dostępne w większości na receptę wydają się być obecnie najskuteczniejsza grupą leków w przerywaniu napadów migrenowych (tzw. tryptany) – almotryptan, sumatryptan, zolmitryptan, ryzatryptan i eletryptan. Sukces sumatryptanu spowodował badanie innych leków z grupy tryptanów. Tryptany są pochodnymi indolu, chemicznie zbliżone do serotoniny (5-hydroksytryptaminy – 5-HT). Mechanizm ich działania polega na pobudzaniu niektórych receptorów serotoninowych, a zwłaszcza 5-HT1B, przez co kurczą naczynia głowy u człowieka. Pobudzają receptory 5-HT1D w szlakach nerwu trójdzielnego, hamując antydromowo uwalnianie substancji bólotwórczych i wazoaktywnych, oraz blokują procesy neurogennego okołonaczyniowego zapalenia, które leży u podstawy objawów napadu. Działając na te receptory tryptany doprowadzają do przerwania napadu, usuwają jego objawy, a więc ból głowy, ale także nudności i wymioty, światłowstręt, złe znoszenie hałasu. Tryptany działają szybko[21].

- Pochodne alkaloidów sporyszu: alkaloidy sporyszu (dihydroergotamina i ergotamina)[2][22], iprazochrom i oksetoron. Do chwili odkrycia sumatryptanu ergotamina była jedynym swoistym lekiem przeciwmigrenowym. Wprowadzona w 1926 r., nadal jest używana (w 2009), ale wypierana przez tryptany. Nie działa ona wybiórczo i kurczy również naczynia wieńcowe oraz obwodowe[2], ale obecnie (w 2009) wiadomo, że w napadzie migrenowym wpływa na właściwe receptory serotoninowe, hamuje też zapalenie neurogenne[21]. Mimo że pochodne sporyszu są efektywne, obecnie są rzadziej używane ze względu na efekty uboczne (ergotyzm)[22]. Pochodne alkaidów sporyszu mogą powodować wymioty[2]. Istnieją lekarstwa, które łączą ergotaminę z kofeiną.
- Niesteroidowe leki przeciwzapalne (NLPZ), dostępne w większości bez recepty: kwas acetylosalicylowy, paracetamol, metamizol, diklofenak, ibuprofen, ketoprofen, naproksen, kwas mefenamowy, nabumeton, meloksykam.

### Profilaktyczne leczenie migreny
Do leczenia profilaktycznego migreny proponowano dziesiątki różnych leków – większość nie ostała się w miarę upływu czasu, bądź z uwagi na nieskuteczność, bądź też objawy uboczne. Typowe leki używane w profilaktycznym leczeniu migreny to:
- dwuhydropochodne ergotaminy (od 1940 r.), np. dwuhydroergotamina (DHE) lub dwuhydroergotoksyna
- leki przeciwpadaczkowe – od lat 40. (fenytoina, karbamazepina, obecnie kwas walproinowy, topiramat, gabapentyna[18])
- leki przeciwserotoninowe (od 1950 r.), np. metysergid, pizotifen, iprazochrom, cyproheptadyna, ketotifen
- leki przeciwdepresyjne (od 1965 r.), np. amitryptylina, mianseryna
- beta-blokery (od 1966 r.) – propranolol, metoprolol, atenolol, tymolol
- niesteroidowe leki przeciwzapalne (od 1978 r. jako leki profilaktyczne, np. aspiryna, naproksen, kwas tolfenamowy)
- blokery wapniowe (od 1980 r.) – tylko flunaryzyna i werapamil[18]
- inne – ryboflawina oraz toksyna botulinowa typu A (podawana domięśniowo w okolicy czołowej i skroniowej)[18].

### Antagoniści receptorów dla peptydu związanego z genem kalcytoniny (CGRP)
Jednymi z nowoczesnych leków przeciwmigrenowych są przeciwciała monoklonalne, które wykazują powinowactwo do receptorów dla peptydu związanego z genem kalcytoniny (CGRP), które są zlokalizowane w miejscach istotnych dla mechanizmu powstawania bólu migrenowego, takich jak zwój nerwu trójdzielnego. CGRP wykazuje silne działanie rozszerzające naczynia krwionośne, a ponadto pełni istotną rolę w modulacji pracy szlaku sygnałowego odpowiedzialnego za powstawanie reakcji bólowej. Zaobserwowano, że podczas napadu migreny dochodzi do znacznego zwiększenia steżenia CGRP, a badania z wykorzystaniem antagonistów tego receptora potwierdziły ich skuteczność w leczeniu bólu migrenowego.
Wśród wspomnianych przeciwciał monoklonalnych będących antagonistami receptorów dla CGRP wymienia się erenumab, galkanezumab, eptinezumab czy fremanezumab.

### Ziołolecznictwo
Od wieków proponowano zioła do leczenia migreny. Prusiński wymienia dwa preparaty ziołowe: wrotycz maruna (d. złocień maruna) (Tanacetum parthenium), używany już przez greckich lekarzy antycznych oraz wyciąg z lepiężnika różowego (Petasites hybridus).

### Dieta eliminacyjna a migrena
Wpływ sposobu odżywiania na występowanie epizodów migreny był wielokrotnie rozważany w literaturze medycznej (np. Leira & Rodriguez, 1996), niewiele jednak badań przeprowadzono w celu potwierdzenia tych spekulacji. Istnieją doniesienia o korzystnym działaniu diety bogatej w węglowodany i niskobiałkowej (Hasselmark i wsp., 1987) oraz diety niskotłuszczowej (Bic i wsp., 1999) na występowanie epizodów migreny.
Badania skuteczności diety eliminacyjnej u osób cierpiących na migrenę przeprowadził zespół lekarzy z różnych uczelni medycznych w Anglii i Szkocji, pod kierownictwem prof. A.J.Dowsona z King’s Colledge Hospital w Londynie [Rees i wsp., 2005]. Badanie skutków diety eliminacyjnej przeprowadzono w formie ankiety po 1 i 2 miesiącach od przeprowadzenia testu ELISA i ustalenia indywidualnego składu nowej diety dla każdego z pacjentów. Średnia liczba odstawionych pokarmów wyniosła 4,7. Analiza kwestionariuszy wskazała, że znaczny odsetek badanych odniósł wyraźne korzyści zdrowotne w wyniku zastosowania diety eliminacyjnej.

### Leczenie migreny w ciąży
Podczas ciąży, z uwagi na ochronę rozwijającego się organizmu dziecka, przeciwwskazana jest większość leków stosowanych w profilaktyce i terapii napadów migreny. Lekami stosowanymi w przypadku ataku migreny w ciąży są:
- paracetamol
- niesteroidowe leki przeciwzapalne (dopuszcza się w II trymestrze).

Bezwzględnie przeciwwskazane są alkaloidy sporyszu. Przeciwwskazane są również tryptany – według najnowszych wytycznych EFNS z 2009 roku dopuszczalne jest stosowanie sumatryptanu i ryzatryptanu, jednak wyłącznie pod warunkiem, że ryzyko zagrożenia ciąży z powodu napadu migreny i uporczywych wymiotów jest większe niż to wynikające z podania leku.
W profilaktyce migreny u ciężarnych można zastosować:
- metoprolol
- magnez.

## Historia badań
Historia badań nad migreną sięgają czasów antycznych. Pierwsze informacje dotyczące tej jednostki chorobowej możemy znaleźć w tzw. Papirusie Ebersa (ok. 1200 p.n.e). W IV w. p.n.e. Hipokrates z Kos opisał aurę wzrokową towarzyszącą migrenie. Inne ważne opisy sporządził Areteusz z Kapadocji (w I wieku n.e.). Omówił po raz pierwszy tzw. heterokranię i podał cechy, wyróżniające tę postać chorobową od innych rodzajów bólu głowy.

## Klasyfikacja ICD10
| kod ICD10     | nazwa choroby                      |
| ------------- | ---------------------------------- |
| ICD-10: G43   | Migrena                            |
| ICD-10: G43.0 | Migrena bez aury (migrena prosta)  |
| ICD-10: G43.1 | Migrena z aurą (migrena klasyczna) |
| ICD-10: G43.2 | Stan migrenowy                     |
| ICD-10: G43.3 | Migrena powikłana                  |
| ICD-10: G43.8 | Inne migreny                       |
| ICD-10: G43.9 | Migrena nieokreślona               |